# Roy Norris
 (août 2019).
Le contenu est difficilement compréhensible vu les erreurs de traduction, qui sont peut-être dues à l'utilisation d'un logiciel de traduction automatique.
Pour les articles homonymes, voir Norris.
Roy Norris, né le 5 février 1948 à Greeley (Colorado) et mort le 24 février 2020 dans l'Établissement médical de Californie à Vacaville (Californie), est un tueur en série américain qui, en 1979, a enlevé, torturé, violé et assassiné cinq jeunes femmes sur une période de cinq mois. Il a commis ses crimes en Californie avec l’aide de son complice, Lawrence Bittaker. Ils sont tous deux restés connus, dans l’histoire criminelle américaine, sous le surnom de « Tueurs à la boîte à outils » (« The Tool Box Killers »).

## Avant leur rencontre

### Lawrence Bittaker
Peu après sa naissance, Lawrence fut adopté par M. et Mme. George Bittaker. George travaillait dans une usine d’avions, obligeant la famille à déménager fréquemment de la Pennsylvanie à la Floride en passant par l’Ohio et, en dernier lieu, en Californie.
Après plusieurs rodages avec la protection de la jeunesse et la police, Bittaker, qui avait été testé avec un QI de 138, lâcha l’école secondaire, finissant sa carrière scolaire en 1957. Peu de temps après, il fut arrêté pour vol de voiture, quittant la scène d’un accident avec délit de fuite, et échappant à l’arrestation. Il fut emprisonné au California Youth Authority jusqu’à l’âge de 19 ans.
Le FBI arrêta Bittaker en Louisiane plusieurs jours après sa libération pour avoir contrevenu à l’acte de vol de véhicule motorisé de l’autoroute. Condamné en août 1959, il eut une sentence de 18 mois dans une école de réforme fédérale de l’Oklahoma. Ses agissements là le firent vite transférer dans un centre médical du Missouri. Il fut libéré après avoir servi six mois de sa sentence.
En décembre 1960, il fut arrêté à Los Angeles, et en mai 1961, il fut condamné à 1 à 15 ans dans une prison d’état. Une évaluation psychiatrique détermina que Bittaker était paranoïaque, presque psychopathe, avec peu de contrôle sur ses impulsions. Malgré ces trouvailles, il fut libéré en 1963.
Il fut arrêté deux mois plus tard pour avoir été à l’encontre de sa libération conditionnelle et un vol pour lequel il était suspecté, puis encore en octobre 1964. En prison, il eut une autre évaluation psychiatrique qui démontra une fois de plus qu’il était sur la limite d’être psychopathe.
En juillet 1967, il fut arrêté et condamné pour vol et avoir quitté un accident avec délit de fuite. Il fut condamné à cinq ans, mais libéré en avril 1970. Cependant, en mars 1971, il fut arrêté pour cambriolage et violation de sa libération conditionnelle. Il fut condamné à six mois à 15 ans en octobre. Il servit seulement trois ans de cette sentence.
Il fut arrêté de nouveau lorsqu’il poignarda un employé de supermarché dans le stationnement de l’établissement. Bittaker avait caché un couteau à viande dans ses pantalons et l’employé l’avait suivi à l’extérieur et essayé de l’arrêté. L’homme survécu et Bittaker fut accusé  de tentative de meurtre. En prison au California Men’s Colony à San Luis Obispo, il rencontra Norris.
En 1976 Bittaker fut engage en tant que manager au Holiday Theater dans la région de Reseda dans la vallée de San Fernando. Bittaker n’avait pas un comportement docile, mais un tempérament hostile et quelques employés, comme il s’avéra, avaient raison d’être prudents à son égard.
Il eut une autre évaluation psychiatrique, qui rejeta la notion psychopathe, disant plutôt qu’il était un sociopathe classique. Un autre psychiatre décrit Bittaker comme une psychopathe sophistiqué. En dépit des avertissements des psychiatres, il fut libéré en novembre 1978 et déménagea à Los Angeles.

### Roy Norris
À 17 ans, Norris lâcha l’école et se joint à la marine. Il passa la majorité de son service posté à San Diego, et servit quatre ans au Vietnam. Il n’y a vu aucun combat.
De retour à San Diego, Norris fut arrêté en novembre 1969 pour tentative de viol. Trois mois plus tard, libéré sous caution avant son procès, il fut arrêté de nouveau. Il avait essayé d’attaquer une femme dans sa maison, mais la police arriva avant qu’il ne puisse la blesser. À ce point Norris fut renvoyé de la marine pour problèmes psychologiques.
Toujours libéré sous caution, en mai 1970, il attaqua une étudiante sur le campus de l’université d’État de San Diego. Il était sauté sur la femme par derrière, l’avait frappé sur la tête avec une roche, puis assommé sa tête plusieurs fois sur le béton. La femme survécu, alors Norris ne fut qu’accusé d’assaut avec une arme pouvant causer la mort. Il fut envoyé à l’hôpital d’état d’Atascadero comme prédateur sexuel et y resta pendant cinq ans. Lorsque libéré, il était considéré comme inoffensif aux autres.
Trois mois après sa libération, Norris attaqua et viola une femme de 27 ans. Condamné pour viol de force, il fut envoyé au California Men’s Colony à San Luis Obisco. Il y rencontra et se lia d’amitié à Bittaker. Norris déclara que Bittaker lui avait sauvé la vie deux fois en prison, ce qui le liait à Bittaker selon le « code de prisonniers ».
Norris fut libéré le 15 janvier 1979 et déménagea avec sa mère à Los Angeles. Bittaker contacta Norris et ils continuèrent leur amitié de prison à l’extérieur.

## Meurtres
Bittaker et Norris confectionnèrent un plan pour violer et tuer des filles locales. Bittaker acheta une van cargo GMC 1977, qu’il nommèrent « Murder Mack », parce qu’il n’y avait pas de fenêtre à l’arrière et une large porte coulissante du côté passager. De février à juin 1979, ils testèrent leur plan. Ils conduisaient sur l’autoroute de la côte pacifique, s’arrêtaient à des plages, parlaient à des filles et les prenaient en photo. Lorsque arrêté, la police trouva près de 500 photographies dans les possessions de Bittaker.
Le 24 juin 1979, ils firent leur première victime, Cindy Schaeffer, 16 ans. Ils la prirent près de la plage Redondo, Norris la forçant à entrer dans la van. Il banda sa bouche et lia ses bras et ses jambes. Bittaker conduit la van sur une route dans les montagnes de San Gabriel, loin de l’autoroute. Les deux hommes la violèrent, Norris tenta de l'étrangler mais le visage de sa victime plein d'horreur le fit vomir alors Bittaker enroula un cintre de manteau déplié autour de son cou pour la tuer. Il serra le cintre avec des pinces, l’étranglant à mort. Ils mirent son corps dans un rideau de douche en plastique et le jetèrent dans un canyon dans les environs.
Ils ramassèrent Andrea Hall, 18 ans, alors qu’elle faisait de l’auto-stop le 8 juillet. Norris se cacha à l’arrière du van et Bittaker lui dit de monter. Après être embarqué, Bittaker lui offrit une boisson dans le cooler à l’arrière. Lorsqu’elle se rendit à l’arrière, Norris lui sauta dessus, lia ses bras et ses jambes, et banda sa bouche. Ils l’amenèrent à la même route et la violèrent plusieurs fois. Bittaker la sortit du van et Norris quitta pour aller cherche de la bière. Lorsqu’il revint, Andrea n’y était plus et Bittaker regardait des photographies d’elle. Il l’avait poignardé avec un pic de glace dans chaque oreille et puisqu’elle ne mourait pas assez vite, il l’étrangla. Il lança son corps au-dessus d’une falaise.
Le 3 septembre, alors qu’ils conduisaient près de la plage Hermosa, ils virent deux filles à un arrêt d’autobus et leur offrirent de les reconduire. Jackie Gillian, 15 ans, et Leah Lamp, 13 ans, acceptèrent leur offre. Les filles devinrent suspicieuses lorsque Bittaker stationna le van près d’un terrain de tennis de banlieue. Leah voulu se sauver par la porte arrière et Norris lui frappa la tête avec un bâton. Une courte lutte s’ensuivit, mais avec l’aide de Bittaker, Norris maîtrisa les adolescentes et les lia les deux comme à l’habitude. Bittaker se rendit alors à la même route. Ils gardèrent les filles en vie pour deux jours, les violant et les torturant tout le temps avec des cintres et des pinces. Ils enregistrèrent même les événements sur une bande audio. Finalement, Bittaker poignarda Jackie dans chaque oreilles avec un pic de glace. Comme Andra Hall, elle ne mourut pas, et les hommes l’étranglèrent chacun leur tour jusqu’à ce qu’elle meurt. Bittaker étrangla alors Leah alors que Norris lui frappa la tête avec un marteau à sept reprises. Ils abandonnèrent les corps au-dessus d’une falaise, les pics de glace toujours dans la tête de Jackie.
Ils enlevèrent Robin Robeck le 30 septembre, la forçant à entrer dans le van. Les deux la violèrent, mais elle s’échappa. La police avait montré des photographies des deux hommes à Robin, qu’elle identifia comme étant Lawrence et Roy.
Le 31 octobre, ils enlevèrent Shirley Ledford, 16 ans, la violant et la torturant avec une paire de pinces, en conduisant dans Los Angeles au lieu de se rendre à leur lieu habituel. Il enregistrèrent encore une bande audio de leur crime, l’étranglant finalement avec un cintre et des pinces. Au lieu de se débarrasser de son corps au-dessus d’une falaise, ils le laissèrent sur un terrain au hasard sur la plage Hermosa pour voir la réaction locale dans les journaux. Le corps fut retrouvé le lendemain et causa tout un émoi, ne s’étant écoulés que quelques jours depuis l’arrestation du tueur des collines, Angelo Buono Jr.

## Arrestation, procès, sentence
Norris avait tout dit des meurtres à un codétenu, Jimmy Dalton. Ce dernier crut qu’il s’agissait d’un mensonge, jusqu’à la découverte du corps de Ledford. Dalton en parla à son avocat et tous deux allèrent au département de police de Los Angeles avec les informations sur Norris.
Ce dernier après avoir obtenu la garantie de ne pas être condamné à la peine capitale (ou du moins ne pas être exécuté), en cas de témoignage à charge contre son complice, accusa alors Bittaker d’être l’instigateur des crimes, et ne fut que condamné à la prison à vie. Néanmoins, Norris sera éligible à une libération conditionnelle en 2010.
Bittaker fut lui condamné à la peine capitale pour viol, torture, enlèvement et meurtre le 17 février 1981. Dans le couloir de la mort, où il reçoit des lettres de fans de femmes, lesquelles il signe de son pseudonyme « Pinces » Bittaker. Il décèdera le 13 décembre 2019 de causes naturelles, deux mois avant Norris, qui lui mourra le 26 février 2020.